# Гунилла Юханссдоттер
Гунилла Бельке, урождённая Гунилла Юханссдоттер (швед. Gunilla Bielke, Gunilla Johansdotter; 25 июня 1568, Эстергётланд — 25 июня 1597[…], Броборг, Эстергётланд) — вторая жена шведского короля Юхана III (его консорт в 1585—1592 годах).

## Биография
Гунилла (сама называвшая себя Гуннел) Юханссдоттер была отпрыском старинного шведского аристократического рода Бельке аф Окерё. Её родители — отец Юхан Аксельссон Бельке (ум. 1576) и мать Маргарета Аксельдоттер Поссе скончались, когда Гунилла была ещё ребёнком. После этого девочка росла при королевском дворе. Когда король Швеции Юхан III после смерти своей первой супруги Катарины Ягеллонки решил вновь вступить в брак, его выбор пал на 16-летнюю красавицу-блондинку Гуниллу.
Брака уже немолодого Юхана с Гуниллой не желали как ближайшие родственники короля, так и сама девушка. Особенно недоволен был брат Юхана, Карл (будущий король Швеции Карл IX) желавший, чтобы король выбрал себе в супруги принцессу из-за рубежа. Кроме этого, Гунилла была уже помолвлена с молодым дворянином Пером Юнссоном Лильеспарре и не желала нарушать данного ему слова. Однако под нажимом родственников девушка в конце концов приняла сватовство короля. Свадьба состоялась в феврале 1585 года в замке города Вестерос. Принц Карл в ней участия не принял.
Гунилла Бельке была личностью с сильным характером. Фанатичная приверженка протестантизма, она приложила немало своего влияния для того, чтобы склонявшийся к католицизму Юхан III оставался последователем лютеранской церкви. После смерти мужа в 1592 году Гунилла некоторое время остаётся в королевском замке Стокгольма и борется за сохранение за собой причитающейся ей части наследства. Здесь её интересы столкнулись с враждебно настроенным по отношению к ней принцем Карлом. Гунилла также имела врага в лице Анны Австрийской, жены Сигизмунда III Васы, сына Юхана III от первого брака и короля Польши, с которой имела также и религиозные разногласия (Анна была ревностной католичкой). После того как Анна обвинила Гуниллу в том, что она овладела частью дворцового имущества во время поездки её с Сигизмундом в 1593 году в Польшу, Гунилла уезжает из шведской столицы и живёт в замке Броборг в своей родной провинции Эстергётланд, которой правил её единственный сын, герцог Юхан Эстергётландский (1589—1618). Похоронена в Упсальском соборе.